# گذرنامه ایرانی
گذرنامهٔ جمهوری اسلامی ایران یک مدرک شناسایی برای شهروندان ایران است که جهت سفر به خارج از کشور صادر می‌شود. دارا بودن گذرنامهٔ جمهوری اسلامی ایران به معنی داشتن تابعیت ایران است. مسئولیت نظارت بر گذرنامهٔ ایرانی به عهدهٔ ادارهٔ کل گذرنامه وابسته به فراجا است.درحال حاضر رتبه جدید پاسپورت ایران رتبه ۸۲ جهان می باشد و مجموعا هر ایرانی می تواند به پنجاه و هشت کشور بدون روادید سفر کند.براساس وب سایت ایندکس می توان گفت گذرنامه ایرانی از پاسپورت کشور های کره شمالی و نیجریه و عراق قوی تر می باشد و اما نسبت به کشورهای همسایه یعنی ترکیه و عربستان و ارمنستان از پاسپورت ضعیف تیری برخوردار می باشد.

## تاریخچه
نیاز به گذرنامه در ایران با شکل یکسان و متحدالشکل در اواسط حکومت ناصرالدین‌شاه قاجار حس شد. گذرنامه در آن زمان با عنوان «تذکرهٔ مرور» (مجوز رفت و آمد) وجود داشت اما در سال ۱۲۶۰ خورشیدی کتابچه‌ای تحت عنوان «دستورالعمل تذکرهٔ مرور» توسط وزارت امور خارجه دولت علّیه ایران تهیه و با توشیح ناصرالدین‌شاه به تمامی ولایات سرحدی (مرزی) فرستاده شد تا صدور گذرنامه در کل کشور به شکل واحد و با محوریت دارالخلافه تهران باشد. در مقدمهٔ این کتابچه می‌خوانیم:
«چون برای دولت لازم است که رعایا و تبعهٔ خود را که به عنوان تجارت و زیارت و سیاحت و مقاصد مهمه به ممالک دول همجوار و هم‌عهد مسافرت می‌نمایند سرپرستی و حمایت نماید و آنها که به اقتضای شرایط عهدنامه‌جات منعقده از حقوق مقرره به توسط سفرا و مأموران خود بهره‌یاب شوند و برای نظم داخله از حالت مسافران خود عموماً استحضار حاصل کرده و اهل کسب و تجارت و صاحبان منظورات مفیده را از اشرار و بیهوده‌گردان و فراریان تمیز داده در جمیع منافع و دفع مفاسدی که از مسافرت حاصل می‌تواند شد اهتمامات لازمه را به عمل آورده و همچنین از واردین ممالک خارجه و دول دوست همجوار استحضار کافی به هم رسانیده نسبت به هر یک امتیازات و حقوق مندرجهٔ در عهدنامه‌جات دوستی و تجارتی را مرعی و ملحوظ دارد و ملک و رعیت خود را از معایب خودسری و مطلق‌العنانی مصون و محروس نماید لهذا برای استحکام و انضباط عمل تذکرهٔ وارد و صادر ممالک محروسه که از قدیم مقرر و معمول است قواعد مقرره را در ضمن فصل آتیه به‌درستی برقرار می‌کند»
تذکرهٔ مرور توسط مباشرینی که وزارت خارجه منصوب می‌کرد و توسط حاکمان شهرهای مرزی حمایت می‌شدند با مدت اعتبار یک سال صادر می‌شد. در کتابچهٔ یادشده به غیر از شکل و جزئیات این تذکره، به مجازات‌هایی که برای جاعلین در نظر گرفته شده نیز اشاره شده‌است. دارندگان تذکره‌ها باید پیش از پایان مهلت یکسالهٔ تذکره‌های خود، به دفاتر صدور مراجعه و اقدام به تمدید مجوزهای خود می‌کردند در غیر این صورت مشمول پرداخت جریمه می‌شدند.
همچنین برای آن دسته از زائرین عتبات که پول کافی برای پرداخت هزینهٔ صدور تذکره نداشتند، مجوز صدور سالانه هزار تذکره رایگان در سال به مباشر تذکرهٔ کرمانشاهان داده شده بود.

## محتویات گذرنامه
گذرنامه‌های ایرانی به رنگ زرشکی می‌باشد که نشان رسمی حکومت فعلی در کشور در بالای جلد آن‌ها درج و عبارت جمهوری اسلامی با فونت کوچک و عبارت ایران با فونت بزرگ و واژهٔ گذرنامه به زبان فارسی و عبارت Islamic Republic of Iran و واژهٔ Passport به زبان انگلیسی نیز در زیر آن نوشته شده‌است.
در صفحهٔ مشخصات، بالا سمت چپ شمارهٔ هشت رقمی گذرنامه با اعداد فارسی نوشته‌است و در زیر آن نوع گذرنامه کد کشور و شمارهٔ گذرنامه به زبان انگلیسی درج گردیده‌است؛ و بعد از آن به ترتیب شامل شمارهٔ ملی، نام، نام خانوادگی، نام پدر، تاریخ و محل تولد، شمارهٔ شناسنامه، جنسیت و تاریخ صدور و تاریخ انقضاء به زبان فارسی و انگلیسی درج شده‌است.
ایران در سال ۱۳۸۶ اقدام به خرید و واردات کیت بیومتریک سازی گذرنامهٔ بیومتریک برای گذرنامه‌های دیپلماتیک و در سال ۱۳۹۴ برای گذرنامه‌های عادی کرد. گذرنامهٔ ایرانی دارای ۳۲ صفحه است.
در پشت صفحهٔ این گذرنامه درج شده: دارندهٔ این گذرنامه حق سفر به فلسطین اشغالی را ندارد. منظور از فلسطین اشغالی، دو کشور فلسطین (کرانه باختری رود اردن و نوار غزه) و اسرائیل است. این بدین معناست که تمامی دارندگان گذرنامه ایران حق سفر به این دو کشور را ندارند که این مسئله موجب تبعاتی برای ورزشکاران ایران شده است ؛ به‌طور مثال در دور دوم مقدماتی جام ملتهای زنان آسیا ۲۰۱۶ ، رام‌الله در کرانه باختری میزبان تیم ملی فوتبال زنان ایران بود ولی به دلیل همین مسئله میزبانی از فلسطینی ها سلب و به سری لانکا رسید ؛ چهار سال بعد نیز در دور نخست مقدماتی فوتبال زنان در المپیک ۲۰۲۰ تیم ملی ایران تا ورطه حذف از مقدماتی المپیک به‌دلیل میزبانی فلسطین از این رقباتها رفت ولی در نهایت با کوتاه آمدن کنفدراسیون فوتبال آسیا میزبانی از آنها سلب و به قطر رسید.
یادمان‌های ایران
در گذرنامهٔ ایرانی هر دو صفحهٔ آن تصویر یکی از یادمان‌های ایران نقش بسته‌است که به ترتیب به شرح زیر است:
- صفحهٔ ۴ و ۵: آرامگاه امام هشتم شیعیان
- صفحهٔ ۶ و ۷: آرامگاه حافظ
- صفحهٔ ۸ و ۹: تخت جمشید
- صفحهٔ ۱۰ و ۱۱: ارگ بم
- صفحهٔ ۱۲ و ۱۳: آرامگاه ابوعلی سینا
- صفحهٔ ۱۴ و ۱۵: آرامگاه فردوسی
- صفحهٔ ۱۶ و ۱۷: آرامگاه خیام نیشابوری
- صفحهٔ ۱۸ و ۱۹: آرامگاه شیخ صفی‌الدین اردبیلی
- صفحهٔ ۲۰ و ۲۱: آرامگاه عطار نیشابوری
- صفحهٔ ۲۲ و ۲۳: عمارت عالی‌قاپو
- صفحهٔ ۲۴ و ۲۵: مسجد شاه، اصفهان
- صفحهٔ ۲۶ و ۲۷: مصلای تهران، تهران
- صفحهٔ ۲۸ و ۲۹: خانهٔ بروجردی‌ها، کاشان
- صفحهٔ ۳۰ و ۳۱: برج آزادی
- صفحهٔ ۳۲: نقوش منسوب به محراب مسجد شاه اصفهان

## درخواست
برای اخذ گذرنامهٔ ایرانی، متقاضی باید شخصاً به یکی از دفاتر خدمات انتظامی پلیس +۱۰ مراجعه کند.
مدارک مورد نیاز
- ارائهٔ اصل شناسنامه (افراد بالای ۱۵ سال شناسنامه عکسدار) و کارت ملی یا تائیدیه از ثبت احوال
- ارائهٔ آخرین گذرنامهٔ اخذ شده
- یک قطعه عکس ۶*۴ تمام رخ با زمینهٔ سفید، برای مردان بدون عینک، کلاه یا کراوات و برای زنان با رعایت حجاب اسلامی کامل و بدون آرایش (عکس در دفاتر خدمات پلیس +۱۰ گرفته می‌شود احتیاجی به قطعه عکس پاسپورتی یا هیچ‌گونه عکس دیگری نیست)
- اجازهٔ محضری برای کودکان زیر ۱۸ سال از طرف پدر یا قیم قانونی
- برای بانوان متأهل، اجازهٔ محضری از سوی همسر
- برای بانوان بیوه یا مطلقه، اصل گواهی فوت همسر یا طلاق‌نامه
- برای آقایان، ارائهٔ کارت هوشمند پایان خدمت یا معافیت یا اجازهٔ سازمان وظیفهٔ عمومی ناجا برای دانشجویان و دانش‌آموزان (برای مردان بالای ۵۰ سال نیازی به ارائهٔ کارت نیست)[۴]
- موافقت‌نامه سازمان وظیفه عمومی برای مشمولان.
- فیش‌های واریزی به حساب بانک ملی به مبلغ ۱٬۰۰۰٬۰۰۰ ریال (مخصوص تهران بزرگ) به ادارهٔ گذرنامه و مبلغ ۵۰٬۰۰۰ ریال به نام عوارض شهرداری (مخصوص تهران بزرگ)
- ارائهٔ اصل نامهٔ حفا برای پرسنل شاغل در نیروهای مسلح و بازنشسته‌شدگان زیر ۵ سال پس از تأیید و ممهور به مهر دبیرخانهٔ ادارهٔ گذرنامه
- نحوهٔ ورود به ایران و ارائهٔ مدرک ورود به ایران برای متقاضیانی که محل تولدشان خارج از کشور می‌باشد.

## محدودیت‌های اخذ گذرنامهٔ ایرانی
- طبق مادهٔ ۱۸ قانون گذرنامه، کلیهٔ افراد زیر ۱۸ سال برای اخذ گذرنامه نیاز به اجازهٔ کتبی ولی یا قیم خود را دارند.
- طبق تبصرهٔ ۴ این ماده، کلیهٔ زنان ایرانی متأهل، برای اخذ گذرنامه نیازمند اجازهٔ کتبی همسرانشان هستند، اگر چه که زنانی که با همسرانشان مقیم کشور خارجی هستند یا آن‌هایی که همسر خارجی دارند نیازی به اجازه ندارند.
- دختران مجرد بالای ۱۸ سال احتیاجی به اجازهٔ کتبی از ولی خود ندارند.
- کلیهٔ مردان ایرانی باید یا دارای کارت پایان خدمت سربازی یا معافیت باشند، یا اجازهٔ کتبی ادارهٔ وظیفهٔ عمومی را اخذ کرده باشند.[۵]

## روادید برای شهروندان ایرانی
در سال ۲۰۲۵ گذرنامه ایران در فهرست پاسپورت ایندکس (https://www.passportindex.org/)در رتبه ۸۵ ام است و امکان سفر بدون ویزان به ۱۵ کشور، با ویزای بدو ورود به ۴۴ کشور و با ویزا به ۱۴۰ کشور دارد، و در فهرست ویزا ایندکس(visaindex.com) رتبه ۸۵ را در جهان دارد یعنی به ۴۳ کشور بدون ویزا، به ۳۹ کشور با ویزای آنلاین و به ۱۴۷ کشور با ویزای معمولی (نیازمند مراجعه حضوری به سفارت) می‌تواند سفر کند. دارنده این گذرنامه می‌تواند بدون ویزا به ۱۱ کشور جهان و تنها با ویزای فرودگاهی (بدون مراجعه به سفارت) به ۴۱ کشور جهان سفر کند.
در سال ۲۰۲۰ گذرنامهٔ جمهوری اسلامی ایران به ردهٔ ششمین گذرنامهٔ کم‌اعتبار جهان سقوط کرد. در میان ۱۹۹ کشور جهان، گذرنامهٔ ایرانی مقام ۱۹۴ را داراست. پس از پاسپورت ایرانی، گذرنامه‌های یمن، سومالی، سوریه، افغانستان قرار دارند. گذرنامهٔ عراق هم در انتهای جدول است. بر اساس این جدول، گذرنامهٔ کشورهایی چون پاکستان، اریتره، بنگلادش، کرهٔ شمالی، لیبی و مناطق فلسطینی‌نشین نسبت به گذرنامهٔ ایرانی از نظر اعتباری در وضعیت بهتری قرار دارند. در سال ۲۰۲۱، با پاسپورت جمهوری اسلامی ایران، به ۱۲ کشور مالزی، ترکیه، ارمنستان، گرجستان، نیووی، جزایر کوک، ونزوئلا، هائیتی، دومینیکا، عراق، میکرونزی و قزاقستان بدون ویزا می‌توانند سفر کنند.در تاریخ ۵ اردیبهشت ۱۴۰۴ درنشست منطقه‌ای گردشگری کشورهای عضو سازمان همکاری اقتصادی (اکو) در ارزروم ترکیه،سیدرضا صالحی‌امیری، وزیر میراث فرهنگی، گردشگری و صنایع دستی ایران، در دیدار رسمی با آتاگلدی شاه‌مرادف، وزیر فرهنگ ترکمنستان، پیشنهادهایی لغو دوطرفه ویزا میان دو کشور داد و در پاسخ به این حرف، آتاگلدی شاه‌مرادف، وزیر فرهنگ ترکمنستان، آمادگی کامل کشورش را برای عملیاتی‌سازی پیشنهادهای ایران اعلام کرد. 

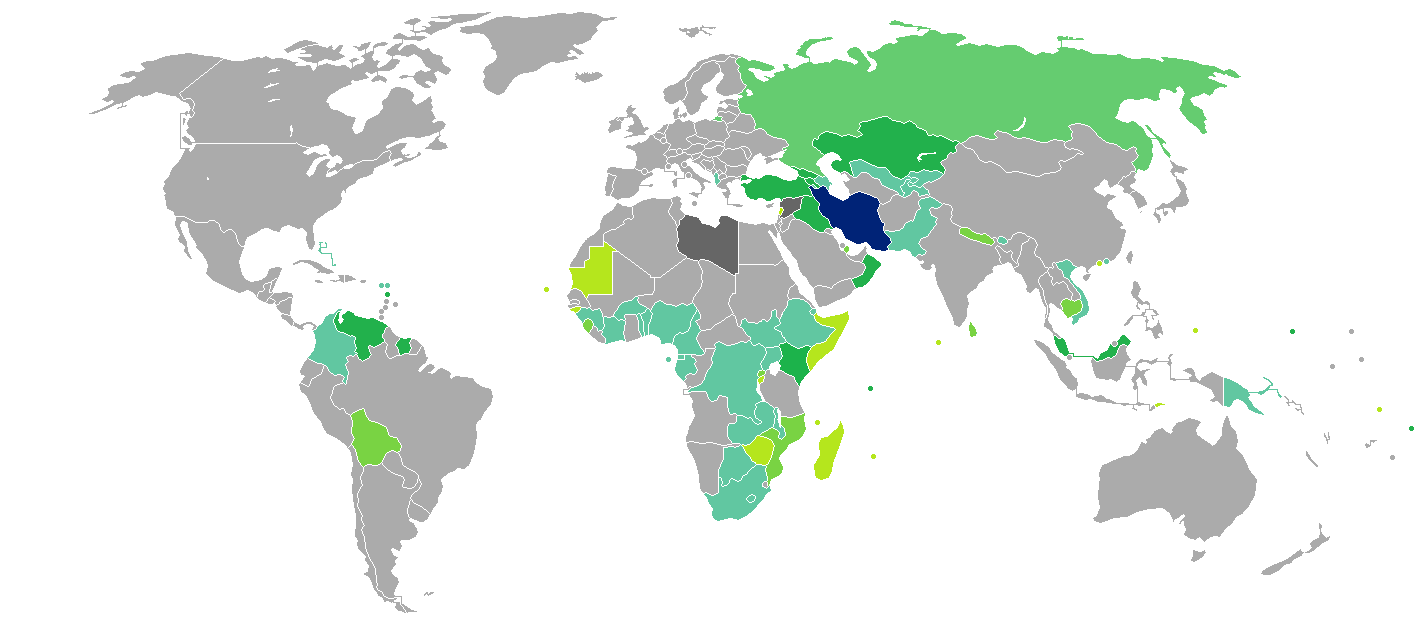
نیازمندی روادید برای شهروندان ایرانی
ایران
بدون نیاز به روادید
روادید هنگام ورود
روادید الکترونیکی
روادید به‌صورت آنلاین یا هنگام ورود
نیاز به روادید
ورود ممنوع

بنا بر تحقیق وبگاه Henley Passport Index، در ماه مه سال ۲۰۲۱، رتبه این پاسپورت ۹۹ (از بین پاسپورت ۱۱۰ کشور مورده تحقیق) می‌باشد که با رتبه گذرنامه سریلانکا برابر است و دارندگان آن، قادر به سفر به چهل و دو کشور به صورت بدون ویزا یا ویزا در زمان ورود می‌باشند.
تا پیش از انقلاب ۱۳۵۷ ایران و در دورهٔ پادشاهی پادشاه ایران محمدرضاشاه پهلوی، شهروندان ایرانی می‌توانستند بدون روادید به بسیاری از کشورهای جهان سفر کنند. به نوشتهٔ روزنامهٔ اطلاعات در شمارهٔ روز پنجشنبه ۱۴ اردیبهشت ۱۳۵۷ یعنی تنها ۹ ماه پیش از وقوع انقلاب اسلامی، مسافرت برای ایرانی‌ها به تمام کشورهای اروپا جز کشورهای  اروپای شرقی و سوئیس و اتریش، بدون روادید امکان‌پذیر بود. مسافران ایرانی برای سفر به کشورهای ایالات متحدهٔ آمریکا، کانادا و اکثر کشورهای آمریکای لاتین صلاحیت سفر بدون روادید داشتند. همچنین مسافران ایرانی از میان کشورهای آفریقایی، برای سفر به مصر ، اتیوپی، مراکش و تونس نیازی به روادید نداشتند. تایلند، سنگاپور، فیلیپین، هند، اندونزی، هنگ‌کنگ ، کره جنوبی و ژاپن هم از مسافران ایرانی روادید نمی‌خواستند.

## تکذیب شنود افراد از طریق تراشه
۱۰ خرداد ۱۳۹۹، سرتیپ دوم ستاد صادق رضادوست، رئیس پلیس مهاجرت و گذرنامهٔ نیروی انتظامی، ردیابی و شنود افراد از طریق کار گذاشتن تراشه یا چیپ در گذرنامه‌ها را تکذیب کرد و آن را شایعه خواند. او گفت که ایران هم مثل «۹۰ درصد» از کشورهای دیگر، «گذرنامه‌اش الکترونیکی است و بر این اساس تراشه‌ای الکترونیکی در آن نصب شده‌است.» به گفتهٔ این مقام، این تراشهٔ الکترونیکی در گذرنامه‌های ایرانی تنها برای جلوگیری از «جعل آن‌ها و افزایش ضریب ایمنی» نصب شده‌است.

## نگارخانه

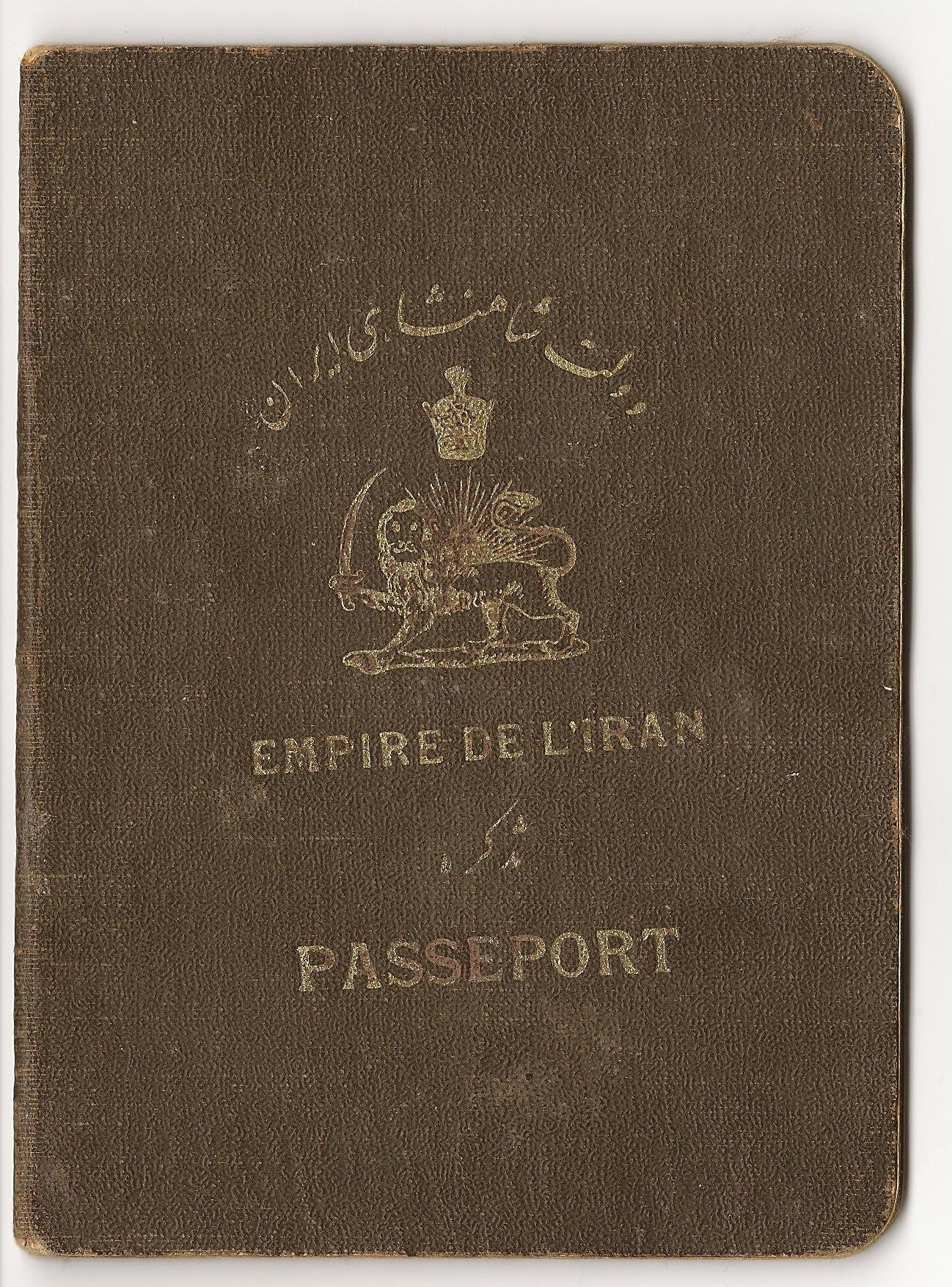
گذرنامهٔ شاهنشاهی ؛ در دهه ۱۹۷۰ معتبر برای سفر به حدود ۹۰ کشور وقت جهان بدون نیاز به ویزا
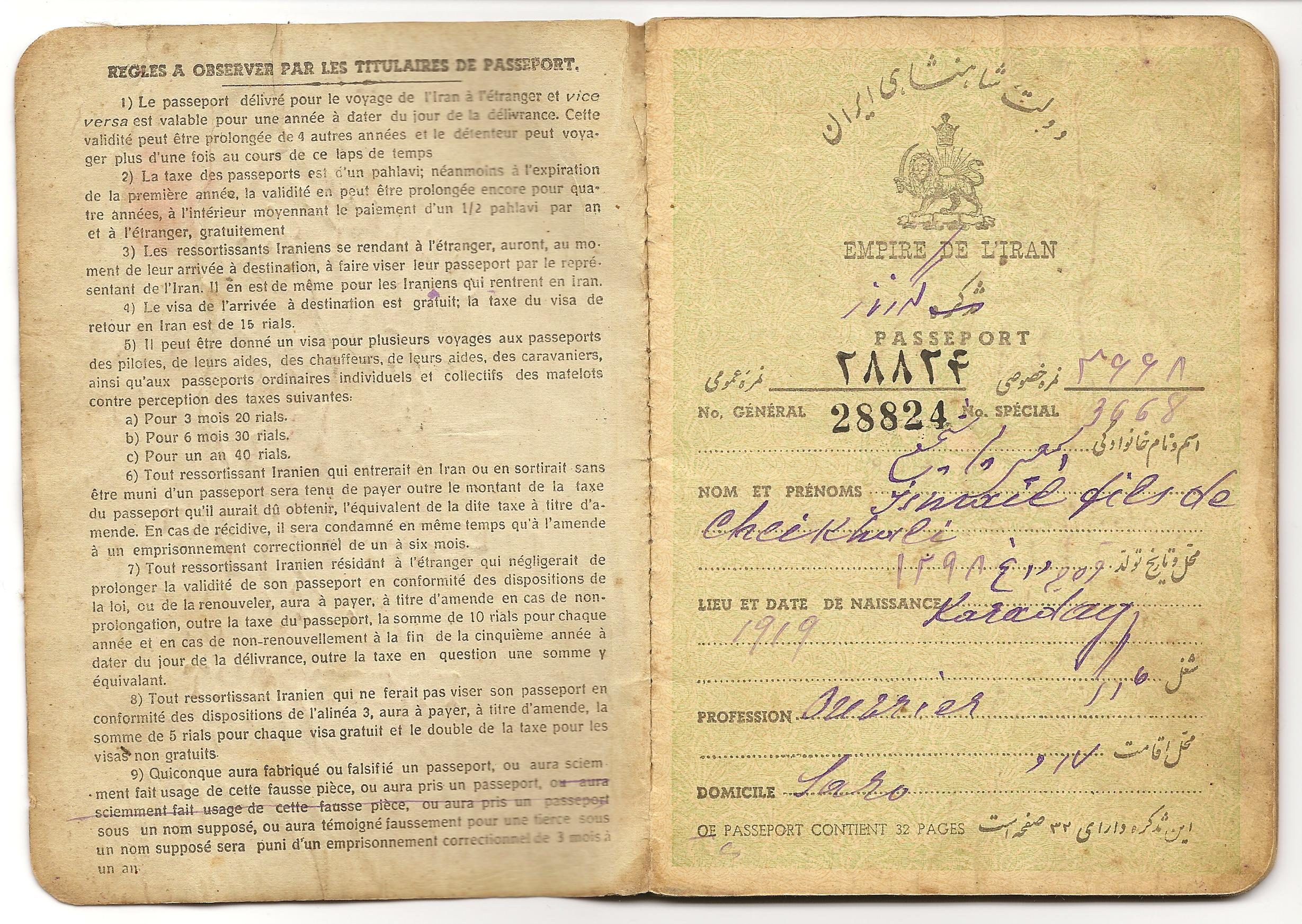
گذرنامهٔ شاهنشاهی، 'شرایط و قوانین مربوط به دارنده' (به زبان بین المللی آن دوران ، فرانسه).
گذرنامهٔ پیشین ایران در دهه ۱۹۹۰
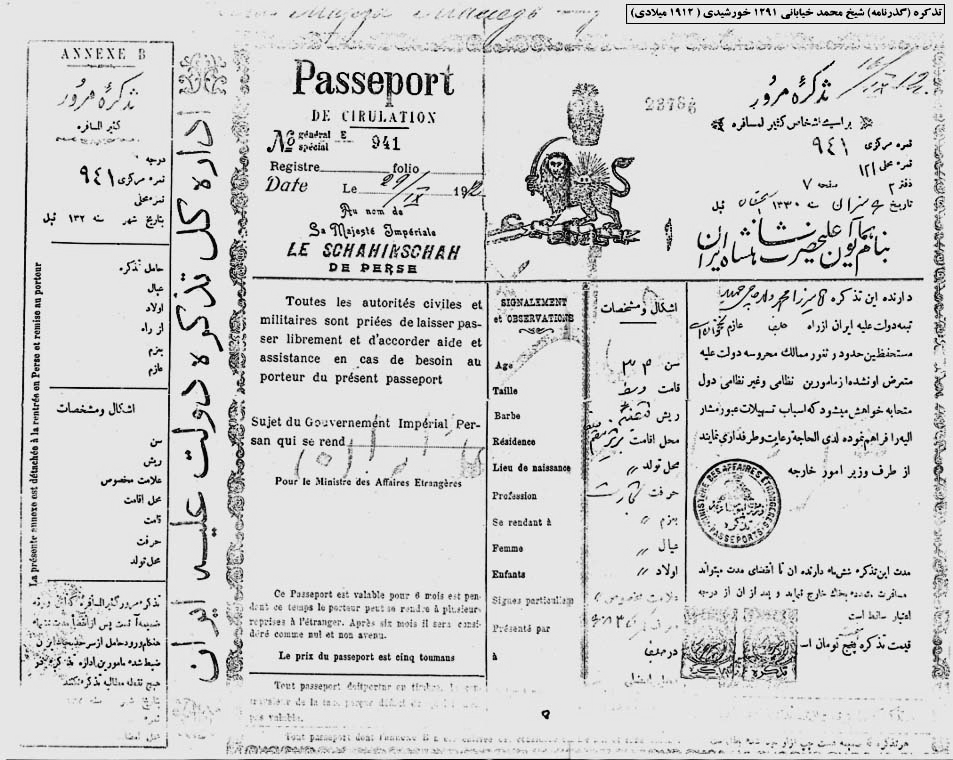
تذکره (گذرنامهٔ) محمد خیابانی در اواخر قاجاریه